# بوائغ
البوائغ (الاسم العلمي: Sporozoa) هي فوق طائفة من الأسناخ الصبغية تتبع شعيبة الماصات.

## التصنيف
- أكريات الشكل
  - الدمويات
    - البوغيات الدموية وأشباهها
      - البوغيات الدموية